# Hemiodus
Hemiodus é um gênero de peixes sul-americanos de água doce.

## Espécies
- Hemiodus amazonum (Humboldt, 1821)
- Hemiodus argenteus Pellegrin, 1909
- Hemiodus atranalis (Fowler, 1940)
- Hemiodus goeldii Steindachner, 1908
- Hemiodus gracilis Günther, 1864
- Hemiodus huraulti (Géry, 1964)
- Hemiodus immaculatus Kner, 1858
- Hemiodus iratapuru Langeani & C. L. R. Moreira, 2013 [2]
- Hemiodus jatuarana Langeani, 2004
- Hemiodus langeanii Beltrão & Zuanon, 2012[3]
- Hemiodus microlepis Kner, 1858
- Hemiodus orthonops C. H. Eigenmann & C. H. Kennedy, 1903
- Hemiodus parnaguae C. H. Eigenmann & Henn, 1916
- Hemiodus quadrimaculatus Pellegrin, 1909 (Barred hemiodus)
- Hemiodus semitaeniatus Kner, 1858 (Halfline hemiodus)
- Hemiodus sterni (Géry, 1964)
- Hemiodus ternetzi G. S. Myers, 1927
- Hemiodus thayeria J. E. Böhlke, 1955
- Hemiodus tocantinensis Langeani, 1999
- Hemiodus unimaculatus (Bloch, 1794)
- Hemiodus vorderwinkleri (Géry, 1964)